# Victoria (Malta)
Victoria albo Rabat (malt. Ir-Rabat Għawdex, hist. Città Victoria) – jedna z jednostek administracyjnych na Malcie, stolica wyspy Gozo, według danych na 1 stycznia 2023 miasto liczyło 7364 mieszkańców.
Od czasów panowania Arabów miejscowość rozpościerająca się wokół tutejszej cytadeli nosiła nazwę Rabat (z arabskiego „przedmieście”). W 1887 roku Rabat, wraz z cytadelą i okolicznymi miejscowościami, połączono w jedno miasto. Na wniosek biskupa Gozo Pietro Pace nadano mu nazwę Victoria, dla uczczenia złotego jubileuszu (50 lat panowania) królowej Wiktorii.

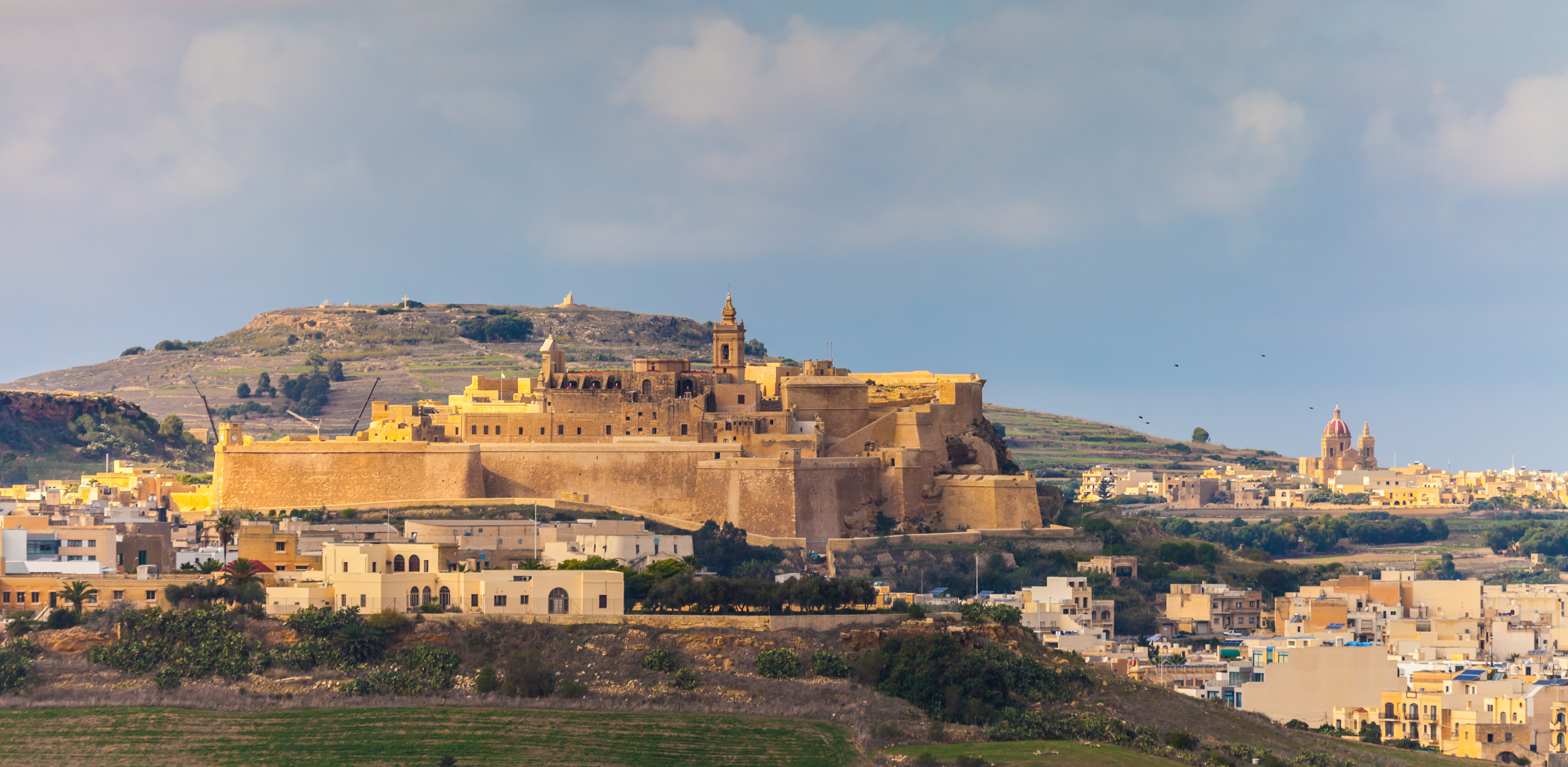
Cytadela w Victorii

Nad miastem góruje położona na wzgórzu cytadela, skąd roztacza się szeroki widok na miasto i okolice. Obecną fortecę wznieśli w średniowieczu Aragończycy, jednak później popadła w ruinę. Jej południowe skrzydło, znajdujące się bezpośrednio nad miastem, odbudowali dopiero joannici na początku XVII w.
Do innych atrakcji miasta zalicza się XVII-wieczna barokowa katedra Wniebowzięcia Najświętszej Maryi Panny. Projektował ją Lorenzo Gafà, który był pomysłodawcą również katedry w Mdinie. Uważa się, że katedra stoi na miejscu dawnej lokalizacji rzymskiej świątyni Junony.